# 5091 Isakovskij
5091 Isakovskij este un asteroid din centura principală de asteroizi.

## Descriere
5091 Isakovskij este un asteroid din centura principală de asteroizi. A fost descoperit pe 25 septembrie 1981 la Observatorul astrofizic din Crimeea de Liudmila Cernîh. Asteroidul prezintă o orbită caracterizată de o semiaxă mare de 2,78 ua, o excentricitate de 0,01 și o înclinație de 3,2° în raport cu ecliptica.